# Ranunkel-familien
Ranunkel-familien (Ranunculaceae) består af 62 slægter og ca. 2.500 arter, der oftest er urter med spredte, håndnervede, mere eller mindre delte blade, ofte med stor bladskede, men ingen akselblade. Blomster i kvastformede stande. Undersædig. Mange, frie, skruestillede støvblade. Planterne i denne familie er som regel giftige.
Et nyt fund fra Kina synes at vise, at Ranunkel-familien er meget gammel og muligvis ophav til en række andre, beslægtede familier. Fundet kan nemlig dateres til tidlig kridttid for ca. 125 millioner år siden.

| Beskrevne slægter |

- Stormhat (Aconitum)
- Druemunke (Actaea)
- Adonis-slægten (Adonis)
- Anemone (Anemone) - slægten indeholdende hvid og gul anemone
- Anemone (Hepatica) - slægten indeholdende blå anemone
- Anemonopsis
- Akeleje (Aquilegia)
- Kabbeleje (Caltha)
- Skovranke (Clematis)
- Kornridderspore (Consolida)
- Ridderspore (Delphinium)
- Vårblomme-slægten (Eranthis)
- Hornskulpe (Glaucidium)
- Nyserod (Helleborus) Julerose; Påskeklokke
- Nigella
- Ranunkel (Ranunculus)
- Akelejesøster (Semiaquilegia)
- Frøstjerne (Thalictrum)
- Engblomme (Trollius)

| Andre slægter |

- Anemoclema
- Anemonella
- Asteropyrum
- Barneoudia
- Beesia
- Calathodes
- Callianthemum
- Ceratocephala
- Coptis
- Dichocarpum
- Enemion
- Halerpestes
- Hamadryas
- Hydrastis
- Isopyrum
- Knowltonia
- Laccopetalum
- Leptopyrum
- Metanemone
- Miyakea
- Myosurus
- Naravelia
- Oreithales
- Oxygraphis
- Paraquilegia
- Paroxygraphis
- Psychrophila
- Souliea
- Trautvetteria
- Urophysa
- Xanthorhiza

Bemærk, at Sølvlys (Cimicifuga) er overført til druemunke (Actaea) efter de seneste undersøgelser. Tilsvarende er Vorterod-slægten (Ficaria) nu overført til Ranunkel (Ranunculus). Endvidere er arterne i den tidligere slægt Pulsatilla nu overført til slægten Anemone.
Bemærk også, at Cimicifuga palmata nu er placeret som en art under slægten Trautvetteria, nemlig T. caroliniensis.